# Nyassa (vaixell)
El Nyassa fou un vaixell transatlàntic portuguès (originàriament alemany), amb 8.980 tones de desplaçament, 120 m d'eslora i 14 nusos de velocitat màxima; havia estat concebut per transportar 108 passatgers de primera classe, 106 de segona i 1828 de tercera. Fou construït el 1906 i avarat amb el nom de Bülow per la naviliera alemanya Norddeutscher Lloyd a Bremen. Sorprès en alta mar pel començament de la Primera Guerra Mundial, el 1914, es refugià al port de Lisboa. El 1916 fou requisat pel govern portuguès i anomenat Trás-os-Montes. El 1925 l'empresa privada Companhia Nacional de Navegação el compra al govern i el rebateja Nyassa, nom que servarà fins al seu desballestament el 1951.
Fou contractat pel govern de la República espanyola i algunes associacions de suport als exiliats, juntament amb el Flandre, el Méxique, l'Ipanema i el Sinaia, per traslladar refugiats de la Guerra Civil des de Casablanca, al Marroc, fins a Veracruz, a Mèxic, el 1942, en viatges successius. En un primer trajecte, noliejat per organitzacions israelianes, portava només 136 republicans, que van embarcar a Casablanca el 30 de gener i van arribar a Veracruz el 3 de març de 1942; el 22 de maig completava una segona travessia; la tercera arribava a Mèxic el 16 d'octubre amb 800 exiliats. Un altre viatge menys conegut del Nyassa, promogut pels quàquers americans, havia portat una expedició de 17 nens que van arribar a Baltimore, als Estats Units, el 30 de juliol de 1942.
En una o altra d'aquestes travessies viatjaren a l'exili Marcel·lí Perelló i Domingo i la seva família; Albert Folch i Pi i la seva dona; Antoni Maria Sbert i Pepita Callao, amb la seva família; Baltasar Samper; Josep Maria Murià; Artur Bladé i Cinta Font, amb la seva família; Estrella Rivas amb la seva família; Avel·lí Artís-Gener, Josep Bartolí, la metgessa valenciana María Mercedes Maestre Martí, el magistrat Joan Potau Farré, els advocats i polítics Enrique Cerezo, Joan Ferret, Faustí Ballvé...